# 戸谷光照
戸谷 光照（とたに みつてる、1954年〈昭和29年〉 - ）は、元テレビ朝日アナウンサー。

## 人物
福岡県出身。北九州大学（現在の北九州市立大学）を卒業後、1977年に全国朝日放送（テレビ朝日）にアナウンサーとして入社。入社以来報道番組を中心に担当していたこともあり、早々と報道局に転じ、記者兼キャスターとして活躍。1987年末に担当番組を離れ、外報部デスクやロンドン支局長などを歴任。
料飲専門家団体連合会（FBO）会員（同会認定資格のきき酒師〔番号：014901〕及び焼酎アドバイザー〔番号：000525〕保有者）であるほか、競馬にも造詣が深い。
2014年12月にテレビ朝日を定年退職。その後はコムワークスにナレーターとして登録していたが、1年程度でプロフィールが削除され、現在は表立った活動は見られない。

## これまでの担当番組
代表で務めた報道番組
| 期間               | 期間               | 番組名              | 役職                 |
| ------------------ | ------------------ | ------------------- | -------------------- |
| 1984年10月         | 1985年3月          | 首都圏レーダー      | メインキャスター     |
| 1984年10月         | 1986年9月          | ANNニュースライナー | 週末担当キャスター   |
| 1987年1月          | 1987年9月          | ANNニュースライナー | 週末担当キャスター   |
| 1986年10月         | 1986年12月         | ANNニュースライナー | 平日担当キャスター   |
| 1985年4月1987年1月 | 1986年9月1987年9月 | ANNニュースレーダー | 週末メインキャスター |

イレギュラー番組
- ANNニュースファイナル（1978年 - 1985年、キャスター、主に日曜担当）
- ANNニュースセブン（1980年前後、キャスター）
- ANNニュース

## 本人とテレビ朝日に同期入社したアナウンサー
- 古舘伊知郎
- 吉澤一彦
- 佐々木正洋
- 渡辺宜嗣
- 宮嶋泰子
- 南美希子
- 中里雅子
- 伊福保子